# UB40
UB40（ユービーフォーティ）は、イギリスのレゲエ・ポップ・バンド。バンド名はイギリスの失業者給付金の申請書様式名（Unemployment Benefit, Form 40 = 失業給付40号様式）からとられたもので、デビュー・アルバム『サイニング・オフ』のアルバム・ジャケットはこの申請書の様式を模したものとなっている。2011年、主宰していたレーベル清算に伴い、リードシンガーのアリ・キャンベルとバンドのメンバー4人が相次いで破産宣告を受けた。

## 略歴
1978年にバーミンガムで結成、1980年デビュー。メンバーは白人黒人の混成。当時イギリスではスカ、2トーンと呼ばれるレゲエから派生したロックがブームになっており、デビュー・アルバムは全英2位のヒットに恵まれた。
1983年のアルバム『レイバー・オブ・ラブ』は全英1位、全米8位という大ヒットを記録する。
1988年、突如アメリカで再発されたシングル「レッド・レッド・ワイン」（ニール・ダイアモンドのカバー）がビルボード1位に輝く。
1993年には「好きにならずにいられない」（エルヴィス・プレスリーのカバー）が映画『硝子の塔』のテーマとして使われたこともあり英米でチャート1位に輝き、世界的なヒットを記録した。当時、フジテレビで深夜に放送されていた音楽番組『BEAT UK』でもUKシングルチャートNo.1を獲得。
レゲエといえど音はポップで親しみやすく、またバンド名が示すとおり失業や人種差別などの社会問題を扱った歌詞が多い。

## バンド・メンバー

### 最新メンバー
- ジミー・ブラウン (Jimmy Brown) – ドラム (1978年12月 – )
- ロビン・キャンベル (Robin Campbell) – ギター、ボーカル (1978年12月 – )
- アール・ファルコナー (Earl Falconer) – ベース、ボーカル (1978年12月 – )
- ノーマン・ハッサン (Norman Hassan) – パーカッション、トロンボーン、ボーカル (1978年12月 – )
- マット・ドイル (Matt Doyle) – リード・ボーカル (2021年7月 – )

### 旧メンバー
- アリ・キャンベル (Ali Campbell) – ギター、ボーカル (1978年12月 – 2008年1月)
- ヨミ・ババエミ (Yomi Babayemi) – パーカッション (1978年12月 – 1979年2月)
- ジミー・リン (Jimmy Lynn) – キーボード (1978年12月 – 1979年2月)
- ブライアン・トラヴァース (Brian Travers) – サクソフォーン (1978年12月 – 2021年8月)[3]
- ミッキー・ヴァーチュー (Mickey Virtue) – キーボード (1979年2月 – 2008年2月)
- アストロ (Astro) – パーカッション、トランペット、ボーカル (1979年3月 – 2013年11月)
- ダンカン・キャンベル (Duncan Campbell) - ボーカル (2008年4月 – 2021年6月)

## ディスコグラフィ

### スタジオ・アルバム
- 『サイニング・オフ』 - Signing Off (1980年)
- 『プレゼント・アームズ』 - Present Arms (1981年)
- 『UB44』 - UB44 (1982年)
- 『レイバー・オブ・ラヴ』 - Labour of Love (1983年)
- 『ジェフリー・モーガン』 - Geffery Morgan (1984年)
- 『バガリディム』 - Baggariddim (1985年)
- 『ラット・イン・ザ・キッチン』 - Rat in the Kitchen (1986年)
- 『UB40』 - UB40 (1988年)
- 『レイバー・オブ・ラヴ2』 - Labour of Love II (1989年)
- 『好きにならずにいられない』 - Promises and Lies (1993年)
- 『ガンズ・イン・ザ・ゲットー』 - Guns in the Ghetto (1997年)
- 『レイバー・オブ・ラヴ3』 - Labour of Love III (1998年)
- 『カヴァー・アップ』 - Cover Up (2001年)
- 『ホームグロウン』 - Homegrown (2003年)
- 『フー・ユー・ファイティング・フォー』 - Who You Fighting For? (2005年)
- TwentyFourSeven (2008年)
- 『レイバー・オブ・ラヴ 4』 - Labour of Love IV (2010年)
- Getting Over the Storm (2013年)
- For the Many (2019年)
- Bigga Baggariddim (2021年)

## 参照
- 「好きにならずにいられない」のヒットで知られるUB40 5人のメンバーが相次いで破産宣告 音楽ニュース : リッスンジャパン